# 553.ª Divisão de Granadeiros (Alemanha)
A 553ª Divisão de Granadeiros (em alemão:553. Grenadier-Division) foi uma unidade militar que serviu no Exército alemão durante a Segunda Guerra Mundial. Foi renomeada para 553. Volksgrenadier Division no dia 9 de outubro de 1944, sendo destruída alguns dias depois. Foi reformada no mesmo mês e destruída novamente no mês de novembro, sendo reformada e voltando para o fronte apenas no mês de janeiro de 1945. Ao final da guerra, as tropas da divisão foram aprisionadas pelos soldados norte-americanos em Württemberg.

## Comandantes
| Comandante                   | Data                                            |
| 553ª Divisão de Granadeiros  | 553ª Divisão de Granadeiros                     |
| ---------------------------- | ----------------------------------------------- |
| Generalleutnant Julius Braun | ? de julho de 1944 - 1 de setembro de 1944      |
| Generalmajor Hans Bruhn      | 1 de setembro de 1944 - 9 de outubro de 1944    |
| 553. Volksgrenadier-Division |                                                 |
| Generalmajor Hans Bruhn      | 9 de outubro de 1944 - 22 de novembro de 1944   |
| Oberst Erich Löhr            | 22 de novembro de 1944 - 23 de novembro de 1944 |
| Generalmajor Gerhard Hüther  | 23 de novembro de 1944 - ? de janeiro de 1945   |
| Oberst Utz                   | ? de janeiro de 1945 - ? de maio de 1945        |

## Área de operações
| Alemanha             | julho de 1944 - setembro de 1944   |
| França               | setembro de 1944 - outubro de 1944 |
| Sudoeste da Alemanha | outubro de 1944 - maio de 1945     |